# Changed the Way You Kiss Me

Fotogramma del video.

Changed the Way You Kiss Me è il primo singolo estratto dall'album Playing in the Shadows, pubblicato dal cantante britannico Example nel 2011. Il brano è entrato nelle stazioni radiofoniche il 6 settembre 2011, mentre il video è stato diffuso il 21 aprile 2011.

## Video musicale
Il video musicale del singolo fu pubblicato per la prima volta su YouTube il 21 aprile 2011. Il video, diretto da Adam Powell, è stato girato nella discoteca di proprietà della Ministry of Sound a Londra e riprende veri fan per le strade di Londra.

## Vendite e classifica
Changed the Way You Kiss Me ha ottenuto un grande successo nel Regno Unito, dove ha debuttato in classifica alla prima posizione l'11 giugno 2011 - il primo singolo di Example a raggiungere questo traguardo - ed è rimasto al vertice per due settimane. Il singolo è entrato nelle classifiche in Irlanda il 9 giugno 2011, in sesta posizione. Durante la seconda settimana di classifica il singolo sale in quinta posizione, finché nella quinta settimana trascorsa dalla sua pubblicazione, il singolo sale in terza posizione.
La canzone inoltre entra nelle classifiche di altri paesi come Australia, Austria, Belgio, Danimarca, Germania, Francia, Finlandia, Irlanda, Nuova Zelanda, Slovacchia, Svizzera e Polonia.
Sino a dicembre 2011 sono state vendute 568,000 copie del singolo.

## Tracce
Download digitale
1. Changed the Way You Kiss Me (Radio Edit) – 3:13

iTunes EP
1. Changed the Way You Kiss Me (Radio Edit) – 3:14
2. Changed the Way You Kiss Me (Extended Mix) – 5:28
3. Changed the Way You Kiss Me (Steve Smart & Westfunk Club Mix) – 5:33
4. Changed the Way You Kiss Me (Tom Starr Remix) – 5:22
5. Changed the Way You Kiss Me (Mensah Remix) – 5:33

## Cronologia delle pubblicazioni
| Regione       | Data di pubblicazione | Etichetta         | Formato           |
| ------------- | --------------------- | ----------------- | ----------------- |
| Regno Unito   | 5 giugno 2011         | Ministry of Sound | Download digitale |
| Irlanda       | 5 giugno 2011         | Ministry of Sound | Download digitale |
| Australia     | 24 giugno 2011        | Ministry of Sound | Download digitale |
| Nuova Zelanda | 24 giugno 2011        | Ministry of Sound | Download digitale |
| Belgio        | 1º agosto 2011        | Ministry of Sound | Download digitale |
| Danimarca     | 1º agosto 2011        | Ministry of Sound | Download digitale |
| Austria       | 6 settembre 2011      | Ministry of Sound | Download digitale |
| Germania      | 6 settembre 2011      | Ministry of Sound | Download digitale |
| Finlandia     | 6 settembre 2011      | Ministry of Sound | Download digitale |
| Svizzera      | 6 settembre 2011      | Ministry of Sound | Download digitale |